# La misteriosa flama de la reina Loana
La misteriosa flama de la reina Loana (en l'edició original en italià: La misteriosa fiamma della regina Loana) és una novel·la d'Umberto Eco publicada el 2004.
La novel·la inclou moltes referències tant a l'alta com a la baixa cultura (sobretot el còmic de Flaix Gordon), i l'autor ha recorregut a les seues experiències en créixer en la Itàlia feixista de Mussolini. Com altres novel·les d'Eco, La Misteriosa flama de la reina Loana té molta intertextualitat. El títol mateix s'ha pres d'un episodi de Tim Tyler's Luck, inspirat al seu torn en la novel·la de H. Rider Haggard Ella. A diferència d'altres obres de ficció de l'autor, transcorre en l'edat contemporània (1991).

## Argument
Narra la història de Giambattista Bodoni, Yambo, un venedor de llibres antics milanés que perd la memòria episòdica per un atac de cor. Al començament de la novel·la, recorda tot el que ha llegit (doncs reté la memòria semàntica), i tot el que ha aprés en relació amb moviments (per exemple, raspallar-se, conduir, etc., doncs reté la memòria implícita), però no pot recordar la seua família, el seu passat, ni el seu propi nom.
Yambo decideix anar a Solara, la seua llar de la infantesa, que abandonà després d'una tragèdia familiar, per veure si pot redescobrir el seu passat perdut. Després de dies de cercar entre diaris, discs de vinil, llibres, revistes i còmics de la infantesa, fracassa a recuperar la memòria, tot i que reviu la història de la seua generació i la societat en què sos pares i iaio visqueren.
A punt d'abandonar la seua cerca, descobreix una còpia del Primer foli, original de 1623 entre els llibres del seu iaio, i això l'impacta i fa que revisca els records perduts de la infantesa. La secció final de la novel·la és, doncs, una exploració literària del fenomen tradicional pel qual la vida d'una persona passa per davant dels seus ulls, mentre Yambo lluita per recuperar l'única memòria que cerca més que totes les altres: la cara de la xica que estimà.